# Besse-sur-Issole
Pour les articles homonymes, voir Besse et Issole.
Besse-sur-Issole est une commune française située dans le département du Var, en région Provence-Alpes-Côte d'Azur.

## Géographie

### Localisation
Besse-sur-Issole est un village du centre-Var, membre de la communauté de communes Cœur du Var, situé à 17 km de Brignoles, 40 de Toulon, 41 de Hyères, 52 de Draguignan, et 104 de Marseille.
Le territoire de la commune est limitrophe de ceux de 6 communes :
| Camps-la-Source             |                  | Flassans-sur-Issole |
| Sainte-Anastasie-sur-Issole | Besse-sur-Issole |                     |
| Puget-Ville                 | Carnoules        | Pignans             |

### Géologie et relief
La commune se compose de 103,01 hectares de territoires artificialisés (2,75 %), 1 332,99 hectares de territoires agricoles (35,57 %) et 2 311,36 hectares de forêts et milieux semi-naturels (61,69 %).
Espaces naturels :
- Trois espaces protégés hors Natura 2000 :

Lac Gavoty,
Le Lac De Besse-Sur-Issole,
Lacs temporaires de Gavoty, Redon et Bayonny.
- Un espace protégé Natura 2000 :

Marais de Gavoty - lac de Bonne Cougne - lac Redon.
- Six zones naturelles d'intérêt écologique, faunistique et floristique (Znieff) :

Marais de Gavoti,
Ripisylves et annexes des vallées de l'Issole et du Caramy,
Barres et collines de Rocbaron et de Carnoules,
Barre de Saint-Quinis,
Dépression de l'Avelaine,
Dépression et collines du Centre Var.
La commune constitue une des villes portes du projet de "Géopark Maures- Esterel". En effet, outre les 47 communes situées dans le strict périmètre du projet, 24 sont en périphérie du territoire candidat constituant les portes d'entrée du Géopark et sont donc partenaires du projet. 
Le village est adossé à la barre de Saint Quinis, prolongement du massif de la Sainte-Baume, qui domine le village et culmine à 636 mètres.
Le territoire de Besse-sur-Issole est traversé par la rivière de l’Issole, laquelle irrigue des vastes espaces agricoles cultivés.

### Hydrographie et eaux souterraines
La commune doit une partie de son nom à l'Issole, cours d'eau qui la traverse d'ouest en est.
Le lac (et parties de ses rives), est en site classé par arrêté du 29 décembre 1938.
Les cours d'eau sur la commune ou à son aval :
- rivière l'Issole,
- ruisseaux le Grand Vallat, d'Argentis, de Pératier,
- vallon de Roudaï.

La commune dépend par ailleurs du syndicat d'Entraigues pour son alimentation en eau potable.

### Climat
Pour des articles plus généraux, voir Climat de Provence-Alpes-Côte d'Azur et Climat du Var.
En 2010, le climat de la commune est de type climat méditerranéen franc, selon une étude du Centre national de la recherche scientifique s'appuyant sur une série de données couvrant la période 1971-2000. En 2020, Météo-France publie une typologie des climats de la France métropolitaine dans laquelle la commune est exposée à un climat méditerranéen et est dans une zone de transition entre les régions climatiques « Provence, Languedoc-Roussillon » et « Var, Alpes-Maritimes ».
Pour la période 1971-2000, la température annuelle moyenne est de 14 °C, avec une amplitude thermique annuelle de 15,7 °C. Le cumul annuel moyen de précipitations est de 871 mm, avec 6,4 jours de précipitations en janvier et 2,2 jours en juillet. Pour la période 1991-2020, la température moyenne annuelle observée sur la station météorologique de Météo-France la plus proche, « Le Luc », sur la commune du Cannet-des-Maures à 14 km à vol d'oiseau, est de 15,5 °C et le cumul annuel moyen de précipitations est de 832,3 mm. 
La température maximale relevée sur cette station est de 42,7 °C, atteinte le 7 juillet 1982 ; la température minimale est de −17 °C, atteinte le 12 février 1956,,.
Les paramètres climatiques de la commune ont été estimés pour le milieu du siècle (2041-2070) selon différents scénarios d'émission de gaz à effet de serre à partir des nouvelles projections climatiques de référence DRIAS-2020. Ils sont consultables sur un site dédié publié par Météo-France en novembre 2022.

## Urbanisme

### Typologie
Au 1er janvier 2024, Besse-sur-Issole est catégorisée bourg rural, selon la nouvelle grille communale de densité à sept niveaux définie par l'Insee en 2022.
Elle appartient à l'unité urbaine de Gonfaron, une agglomération intra-départementale regroupant quatre  communes, dont elle est ville-centre,,. Par ailleurs la commune fait partie de l'aire d'attraction de Toulon, dont elle est une commune de la couronne,. Cette aire, qui regroupe 35 communes, est catégorisée dans les aires de 200 000 à moins de 700 000 habitants,.

### Occupation des sols
L'occupation des sols de la commune, telle qu'elle ressort de la base de données européenne d’occupation biophysique des sols Corine Land Cover (CLC), est marquée par l'importance des forêts et milieux semi-naturels (61,6 % en 2018), en diminution par rapport à 1990 (66,2 %). La répartition détaillée en 2018 est la suivante : 
forêts (55 %), cultures permanentes (27,5 %), milieux à végétation arbustive et/ou herbacée (6,7 %), zones agricoles hétérogènes (6,5 %), zones urbanisées (2,8 %), prairies (0,8 %), terres arables (0,7 %). L'évolution de l’occupation des sols de la commune et de ses infrastructures peut être observée sur les différentes représentations cartographiques du territoire : la carte de Cassini (XVIIIe siècle), la carte d'état-major (1820-1866) et les cartes ou photos aériennes de l'IGN pour la période actuelle (1950 à aujourd'hui).

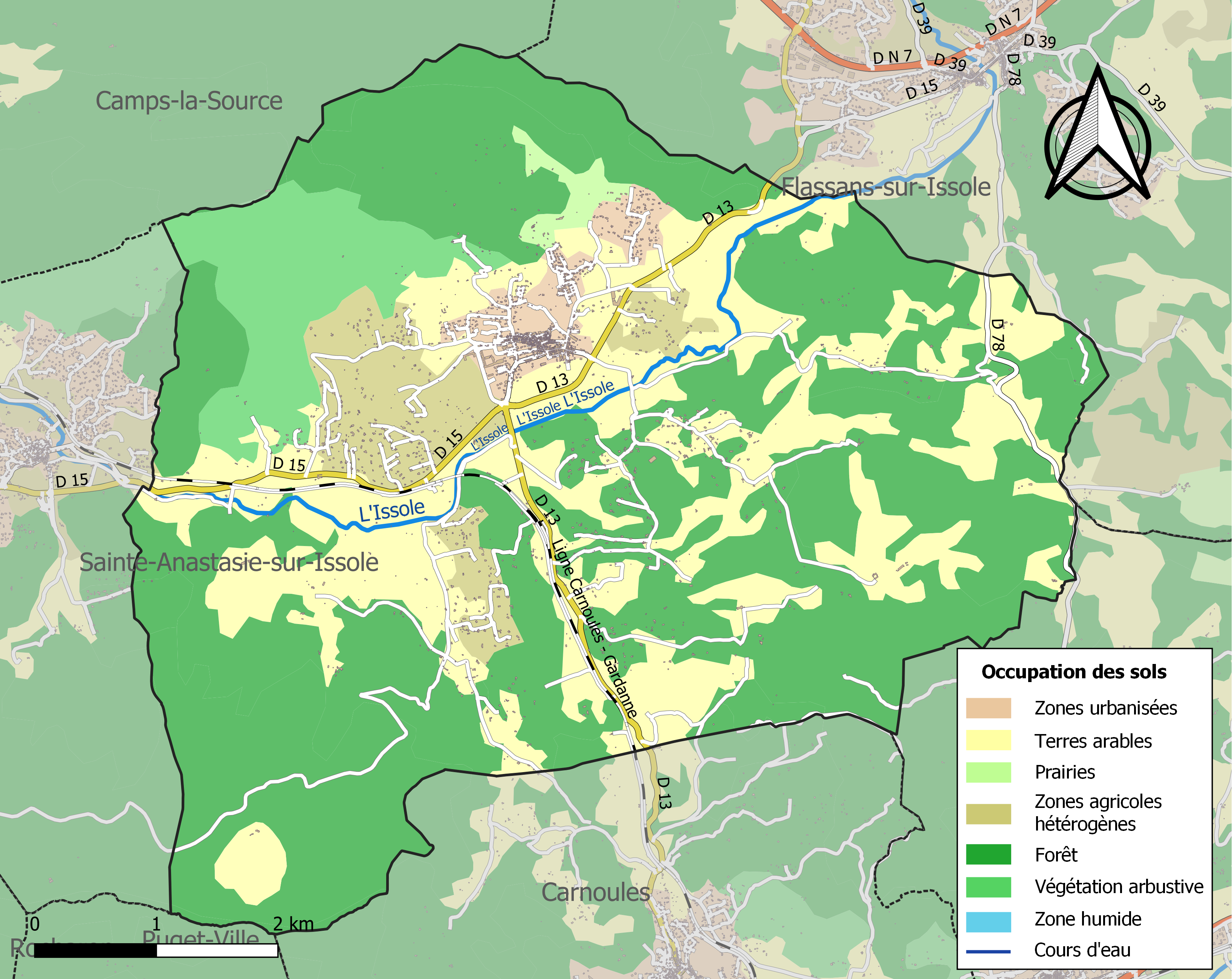
Carte des infrastructures et de l'occupation des sols de la commune en 2018 (CLC).

### Voies de communications et transports

#### Voies routières
Besse-sur-Issole est accessible par la route départementale 15, depuis Flassans-sur-Issole à l'est, ou Forcalqueiret à l'ouest, ainsi que par la route départementale 13, depuis Carnoules. L'accès à l'autoroute A57 se fait par la sortie 11 en provenance et à direction de Toulon, mais par la sortie 13 en provenance et à direction de Nice.

#### Transports en commun
Besse-sur-Issole n'est desservie que par des lignes de transport scolaire du réseau régional Zou, et possède une gare, sur la ligne de Carnoules à Gardanne, désaffectée pour le transport voyageurs, mais servant à la maintenance et à la remise du parc de trains touristiques gérés par l'association ATTCV (ligne Carnoules-Ste Anastasie-Brignoles).
- Transport en Provence-Alpes-Côte d'Azur

La gare TGV la plus proche se trouve à Toulon, l'aéroport le plus proche est l'aéroport de Toulon-Hyères.

#### Voie ferrée

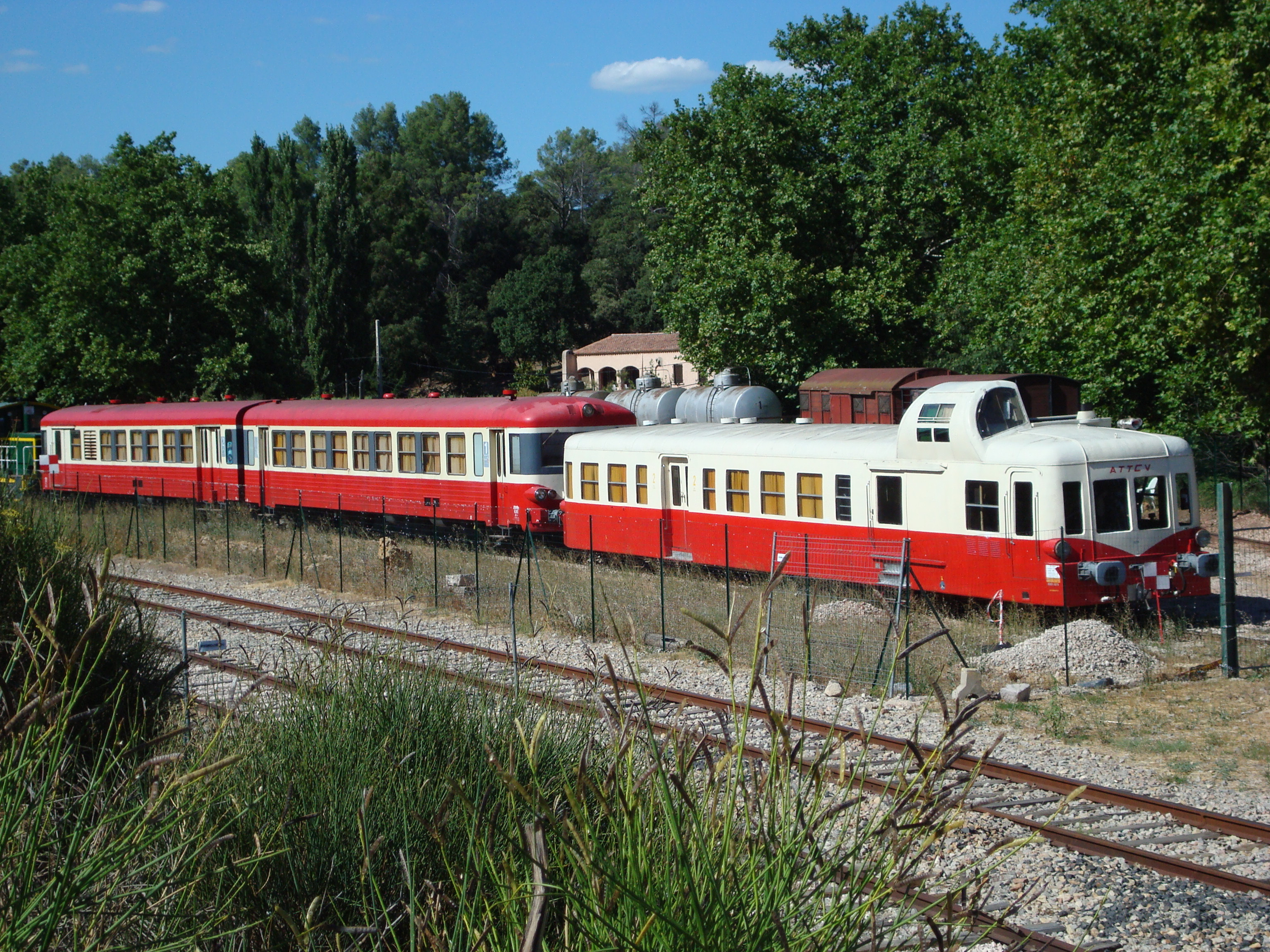
Dépôt du Train touristique du centre-Var (ATTCV).

La commune de Besse-sur-Issole est traversée par la voie ferrée qui va de Carnoules à Gardanne. Cette voie ferrée avait un important trafic marchandises :
- de bauxite avec les points de chargement du Cannet-des-Maures, de Besse-sur-Issole, de Brignoles, des Cenciers, pour alimenter l'usine de production d'alumine de Gardanne ;
- dans le sens inverse, il y avait un important trafic de charbon provenant des mines de Gardanne en direction de Carnoules, afin d'alimenter en charbon les machines à vapeur à Carnoules, seul point d'échange obligatoire de locomotives à vapeur entre Marseille et Nice ;
- la ligne servait également à l'expédition dans toute la France des vins du Var. En gare de Besse, une voie était spécialement dédiée au chargement des wagons-foudre. On peut encore y voir le chemin de roulement des tonneaux.

Le trafic voyageur, faible dans cette région agricole, a été suspendu en 1938 et le trafic marchandises a été arrêté en 1980.
La ligne ayant été classée stratégique défense, elle n'a pas été déferrée, mais abandonnée par la SNCF jusqu'à la constitution d'une association d'amoureux des chemins de fer en 1994. Autorisée enfin à exploiter la ligne entre Carnoules-Platanes et Brignoles, le 15 août 2001, l'association du Train Touristique du Centre Var a choisi le débord de la gare de Besse-sur-Issole pour y établir son dépôt.
Les aiguilles ont été rétablies grâce au travail conjugué de la SNCF et de l'association. Quelque 600 mètres de voies de débord sont utilisées pour garer le matériel de l'Association. La section de voie de Carnoules à Brignoles est louée par l'Association à  RFF (Réseau ferré de France).
La halte de Besse pourra être rouverte dès que la commune aura établi un quai pour la montée et la descente des voyageurs. Par contre, une liaison ferrée est en service au départ de la gare de Carnoules, avec six départs quotidiens vers Puget-Ville et Toulon.

#### Autres transports publics
La municipalité organise deux mode de transports, par bus : les transports scolaires et la mise à disposition de minibus aux associations de la commune. Une ligne régulière dessert Besse-sur-Issole, depuis Gonfaron, vers Brignoles, via Carnoules.
Commune desservie par le réseau régional de transports en commun Zou ! (ex Varlib). Les collectivités territoriales ont en effet mis en œuvre un « service de transports à la demande » (TAD), réseau régional Zou !.

### Risques majeurs

#### Sismicité
Besse-sur-Issole est en zone sismique faible,.

## Toponymie
Bessa d'Issòla en provençal de norme classique et Besso-sus-Issolo selon la norme mistralienne.
Besse : c'est un toponyme désignant un lieu planté de bouleaux.

## Histoire

### Moyen Âge
Le prieuré Saint-Pierre de Besse,, donné en 1030 à l'abbaye de Montmajour et Correns, est acheté en 1221 par l'abbaye de La Celle. En 1045, Besse est un village qui devient indépendant au cours du XIIe siècle. En 1246, le castrum de Besse appartient à la collégiale de Pignans à laquelle est unie en 1380 l’église Saint-Pierre, qui fait partie du diocèse d'Aix. Mises à part une porte de ville et la chapelle du cimetière, il ne reste pas de vestiges antérieurs au XVIe siècle.

### Temps modernes
En 1707, Besse est ravagée par les impériaux. En 1720, 387 habitants meurent de l’épidémie de peste. L’église paroissiale est reconstruite au milieu du XVIIe siècle, le château au début du XVIIIe siècle.
Peu avant la Révolution française, l’agitation monte. Outre les problèmes fiscaux présents depuis plusieurs années, la récolte de 1788 avait été mauvaise et l’hiver 1788-1789 très froid. L’élection des États généraux de 1789 avait été préparée par celles des États de Provence de 1788 et de janvier 1789, ce qui avait contribué à faire ressortir les oppositions politiques de classe et à provoquer une certaine agitation.

### Révolution française et Empire
C’est au moment de la rédaction des cahiers de doléances, fin mars, qu’une vague insurrectionnelle secoue la Provence. Une émeute frumentaire se produit à Besse les 27 et 28 mars. Des paysans, menés par un élément de la bourgeoisie, le négociant Jean Tourtour (ce qui est exceptionnel), se révoltent contre les prix trop élevés du grain, et probablement aussi contre de vieilles injustices. Elle parvient à obtenir la destitution du greffier de la communauté et le viguier du seigneur. Le château est pillé. Enfin, le conseil municipal est contraint d’organiser une délégation auprès du seigneur, chargée de défendre les demandes populaires et le pillage du château. Dans un premier temps, la réaction consiste dans le rassemblement d’effectifs de la maréchaussée sur place. Une garde bourgeoise est aussi créée, pour pallier une éventuelle nouvelle insurrection. Puis des poursuites judiciaires sont diligentées, mais les condamnations ne sont pas exécutées, la prise de la Bastille comme les troubles de la Grande Peur provoquant, par mesure d’apaisement, une amnistie début août.

### Époque contemporaine
Le village est prospère au XVIIIe siècle et continue à s’étendre au XIXe siècle, en particulier au sud-ouest et tout le long de la route Flassans-sur-Issole - Carnoules. En 1812, Besse compte 344 maisons, 52 écuries, 15 écuries et greniers, 1 écurie, 5 caves et bergeries, 2 hangars, 10 fabriques d’eau de vie, 1 pressoir à vis, 3 fours à pain publics, 94 jardins et 29 cours.
Mais le village possède aussi de nombreux moulins : le canal des moulins de Besse moulin à farine, moulin à plâtre, moulins à huile dont le moulin à huile « des amis du moulin », la réserve à huile de Marius Laouche, le moulin Notre-Dame et des moulins détruits.

## Politique et administration

### Liste des maires
| Période                                  | Période  | Identité              | Étiquette | Qualité |
| ---------------------------------------- | -------- | --------------------- | --------- | --- |
| Les données manquantes sont à compléter. |          |                       |           | |
| 1906                                     | 1912     | Noël Blache           |           | |
| ?                                        | ?        | François-Marius Bouis | SFIO      | |
| Maire en 1935                            |          | Louis Minjaud         |           | |
| ?                                        | ?        | M. Pelabon            |           | |
| mars 1989                                | 2020     | Claude Ponzo          | DVD       | Président départemental du centre de gestion de la FPT du Var Président de la CC Cœur du Var (2008 → 2014) 10e vice-président de la CC Cœur du Var (2014-2020) Réélu en 1995, 2001, 2008 et 2014 |
| mai 2020                                 | En cours | Éric Collin,          | SE        | Commerçant retraité 8e vice-président de la CC Cœur du Var (2020 → ) |

### Intercommunalité
Besse-sur-Issole est membre de la communauté de communes Cœur du Var depuis sa création en janvier 2002, laquelle rassemble onze communes et 43 451 habitants en 2019.
La commune s'était toutefois interrogée sur son éventuel rattachement à la communauté d'agglomération de la Provence Verte.

### Finances communales
Les comptes 2012 à 2023 de la commune s’établissent comme suit,: 
| Postes                                            | 2012    | 2013    | 2014    | 2015    | 2016    | 2017    | 2018    | 2019    | 2020    | 2021    | 2022    | 2023    |
| ------------------------------------------------- | ------- | ------- | ------- | ------- | ------- | ------- | ------- | ------- | ------- | ------- | ------- | ------- |
| Produits de fonctionnement                        | 2 630 € | 2 730 € | 2 665 € | 2 833 € | 2 962 € | 2 878 € | 3 215 € | 3 691 € | 2 533 € | 2 976 € | 3 235 € | 3 733 € |
| Charges de fonctionnement                         | 1 909 € | 2 116 € | 2 327 € | 2 464 € | 2 436 € | 2 572 € | 2 805 € | 3 446 € | 2 958 € | 3 179 € | 3 264 € | 3 608 € |
| Ressources d’investissement                       | 270 €   | 3 116 € | 1 989 € | 953 €   | 1 851 € | 1 155 € | 615 €   | 1 023 € | 493 €   | 451 €   | 634 €   | 1 093 € |
| Emplois d’investissement                          | 804 €   | 1 712 € | 3 684 € | 755 €   | 1 360 € | 1 139 € | 764 €   | 780 €   | 77 €    | 531 €   | 874 €   | 1 325 € |
| Dette                                             | 1 237 € | 2 150 € | 3 015 € | 2 900 € | 2 747 € | 3 087 € | 2 901 € | 2 720 € | 2 533 € | 2 340 € | 2 136 € | 1 929 € |
| Source : Ministère de l’Économie et des Finances. |         |         |         |         |         |         |         |         |         |         |         |         |

Fiscalité 2023
- Taux d'imposition taxe d’habitation : 15,89 %
- Taxe foncière sur propriétés bâties : 28,50 %
- Taxe foncière sur les propriétés non bâties : 71,96 %
- Taxe additionnelle à la taxe foncière sur les propriétés non bâties : 0,00 %
- Cotisation foncière des entreprises : 0,00 %
- Montant total des dettes dues par la commune : 2 533 000 €. Population légale : 3 122 habitants, soit 617 € par habitant.

Chiffres clés Revenus et pauvreté des ménages en 2021 : Médiane en 2021 du revenu disponible, par unité de consommation : 23 400 €.

## Équipements et services publics

### Services publics
En plus des services municipaux, la commune dispose de plusieurs services publics : La Poste, le Trésor Public.

### Enseignement
Les élèves de Besse sur Issole suivent leurs études sur la commune jusqu'à la fin du collège : d'abord dans la crèche «O comme 3 pommes», puis à l'école maternelle et l'école primaire de la rue Paul-Bert, enfin au collège Frédéric-Montenard. Le lycée le plus proche se trouve à Brignoles.

### Santé
Le professionnels de santé sont présents sur la commune, dans plusieurs disciplines : 
- 2 médecins généralistes[64] ;
- 3 infirmières[65] ;
- 4 masseurs, kinésithérapeutes et ostéopathes[66] ;
- 1 pharmacie[67] ;
- 1 maison de retraite l'hôpital Saint-Jacques[68].
- Unités de soins :
  - Les maisons médicales de garde et l'hôpital le plus proche se trouve à Brignoles (environ 10 km)[69],[70] ;
  - Centre hospitalier intercommunal Toulon-La Seyne-sur-Mer, à 40 km ;
  - Centre hospitalier de Hyères, à 42 km[71].

### Environnement
La Communauté de Communes Cœur du Var exerce les compétences de collecte et de traitement des déchets ménagers pour le compte de l’ensemble de ses communes adhérentes. La déchèterie la plus proche se trouve à Flassans-sur-Issole.
La commune est équipée, depuis le 1er janvier 2006, d'une station d'épuration d'une capacité de 3 300 Équivalent-habitants,.
En matière de production d'énergie renouvelable, Engie, anciennement GDF Suez, a inauguré un parc photovoltaïque de 50 000 panneaux photovoltaïques, permettant de produire plus de 20 millions de kilowattheures par an, soit l’équivalent de la consommation électrique de 11 000 personnes.

## Population et société

### Démographie

#### Évolution démographique
L'évolution du nombre d'habitants est connue à travers les recensements de la population effectués dans la commune depuis 1793. Pour les communes de moins de 10 000 habitants, une enquête de recensement portant sur toute la population est réalisée tous les cinq ans, les populations de référence des années intermédiaires étant quant à elles estimées par interpolation ou extrapolation. Pour la commune, le premier recensement exhaustif entrant dans le cadre du nouveau dispositif a été réalisé en 2006.

En 2022, la commune comptait 3 123 habitants, en évolution de +2,39 % par rapport à 2016 (Var : +4,98 %, France hors Mayotte : +2,11 %).
| 1793  | 1800  | 1806  | 1821  | 1831  | 1836  | 1841  | 1846  | 1851  |
| ----- | ----- | ----- | ----- | ----- | ----- | ----- | ----- | ----- |
| 1 153 | 1 578 | 1 548 | 1 724 | 1 750 | 1 750 | 1 720 | 1 632 | 1 658 |

| 1856  | 1861  | 1866  | 1872  | 1876  | 1881  | 1886  | 1891  | 1896  |
| ----- | ----- | ----- | ----- | ----- | ----- | ----- | ----- | ----- |
| 1 643 | 1 702 | 1 752 | 1 720 | 1 563 | 1 251 | 1 237 | 1 161 | 1 145 |

| 1901  | 1906  | 1911  | 1921 | 1926 | 1931 | 1936 | 1946 | 1954 |
| ----- | ----- | ----- | ---- | ---- | ---- | ---- | ---- | ---- |
| 1 167 | 1 130 | 1 068 | 909  | 951  | 930  | 904  | 809  | 829  |

| 1962 | 1968 | 1975 | 1982  | 1990  | 1999  | 2006  | 2011  | 2016  |
| ---- | ---- | ---- | ----- | ----- | ----- | ----- | ----- | ----- |
| 829  | 821  | 756  | 1 040 | 1 342 | 1 779 | 2 630 | 2 980 | 3 050 |

| 2021  | 2022  | - | - | - | - | - | - | - |
| ----- | ----- | - | - | - | - | - | - | - |
| 3 095 | 3 123 | - | - | - | - | - | - | - |

### Manifestations culturelles et festivités
- Fête de la musique[81].
- Journée du XVIIIe siècle, concours costumes du XVIIIe siècle. Marché artisanal, vide grenier, théâtre de rue, spectacle de feu, danses, musique et combats épiques[82]. Manifestation organisée par l'Association Duels Théâtraux Company.
- Le retour populaire de Gaspard sur ses terres les 22 & 23 août 2020[83],[84].
- Les Journées de Gaspard : les samedi 03 et dimanche 04 juillet 2021[85].

### Vie associative
Les associations culturelles (avec énumération des associations possédant un site internet spécifique animent en permanence les diverses activités culturelles, artistiques, musicales... :

Animations
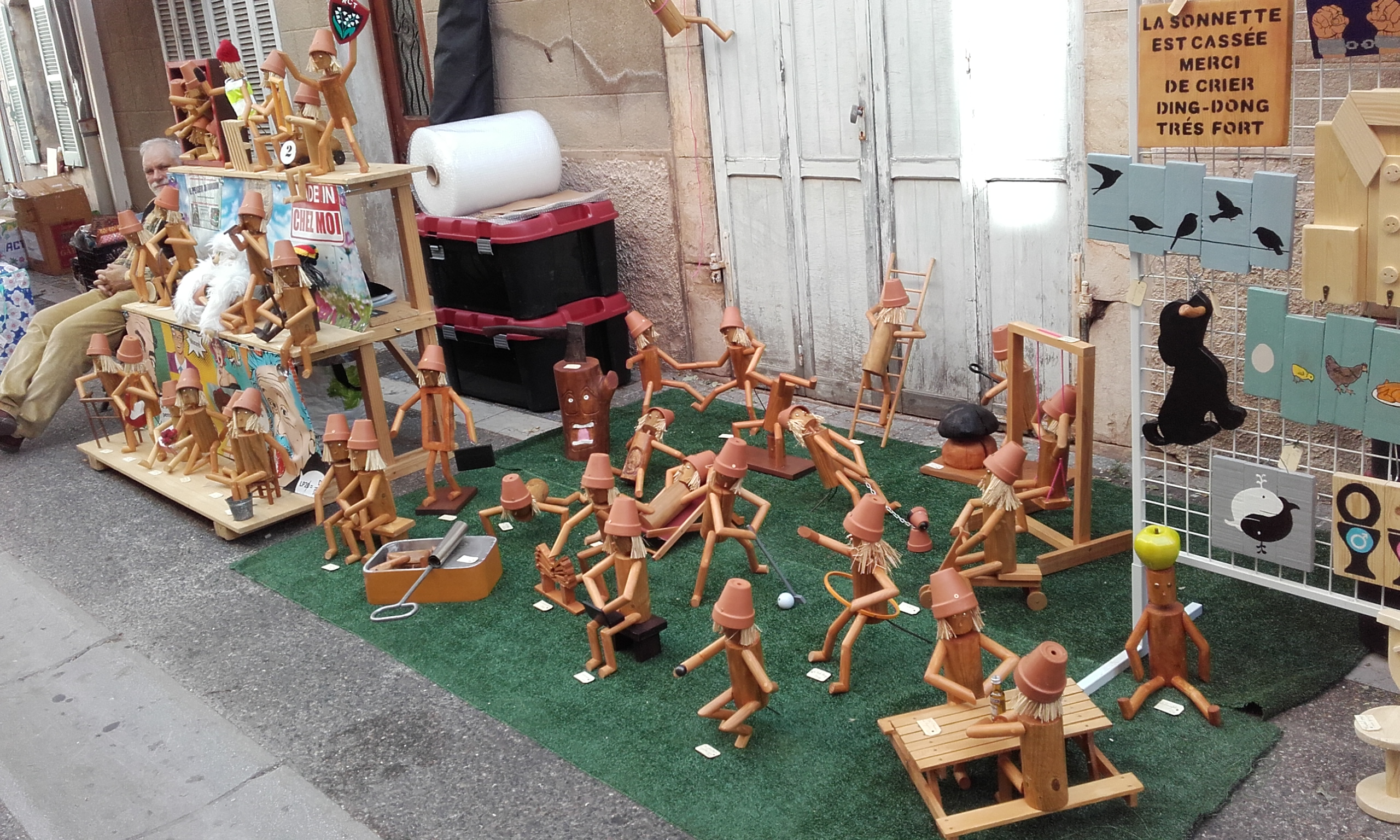
Artisanat et savoirs-faire.
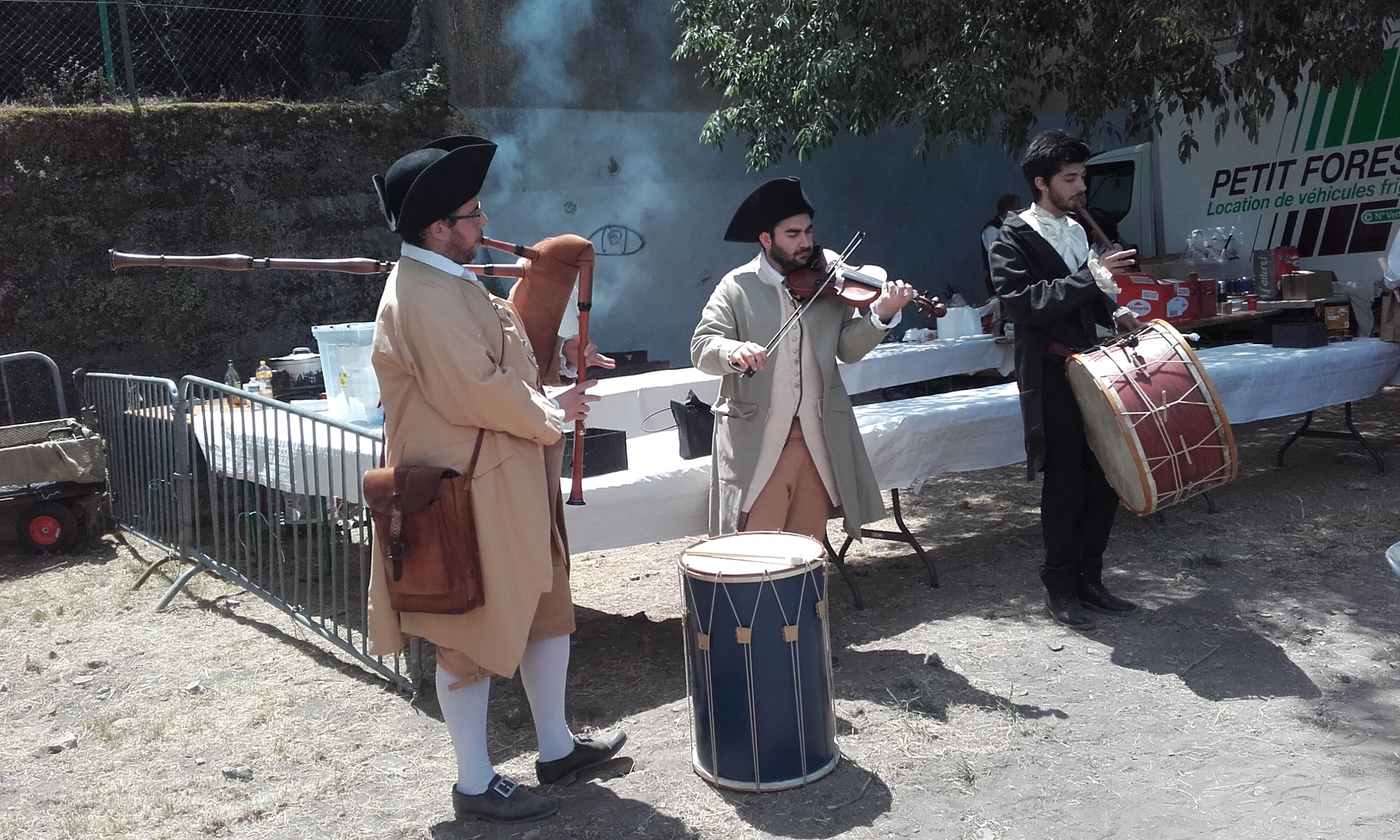
Journée XVIIIe siècle juin 2019.
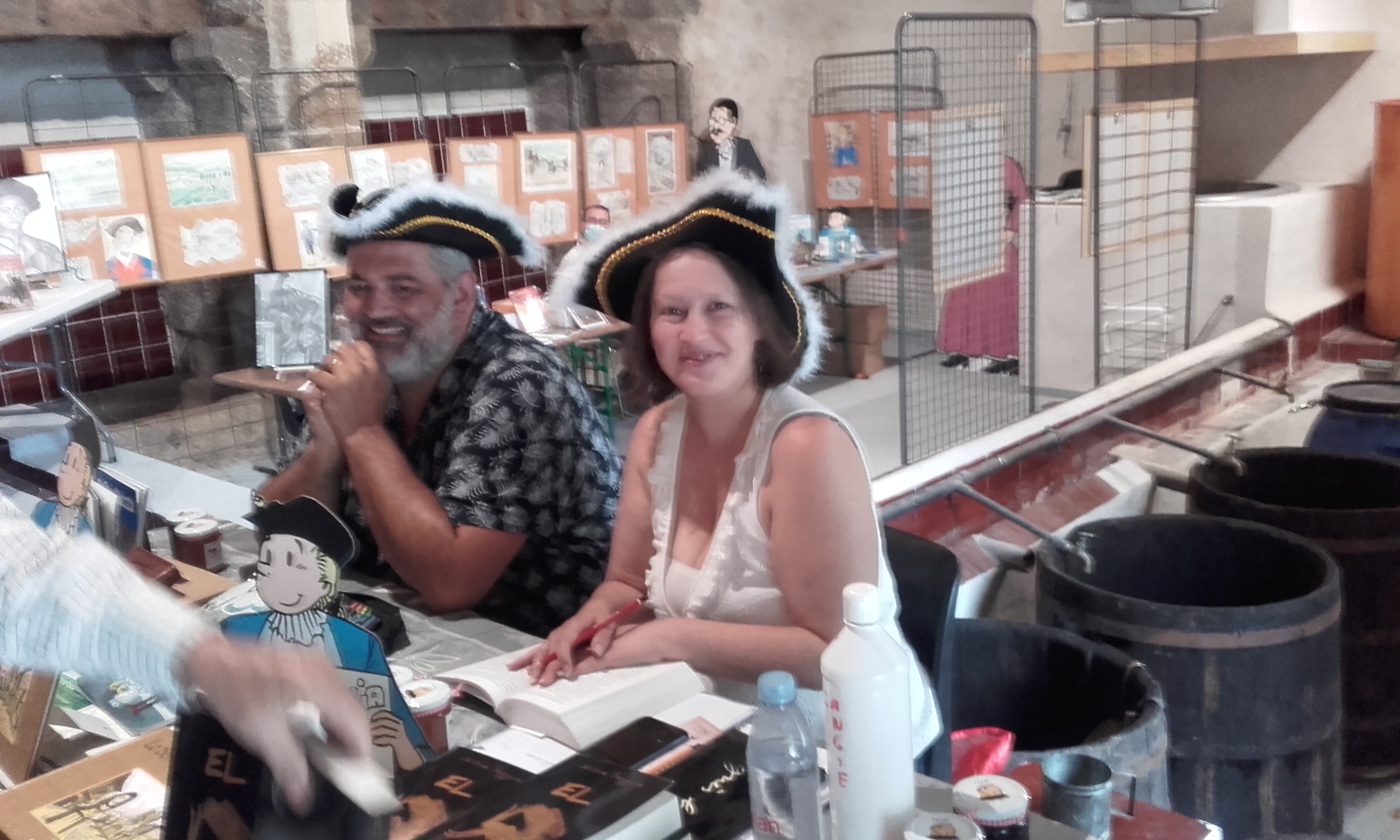
Fête de Gaspard  2021 dans le pressoir.

- Cinéma[87] Le Marilyn,
- Duels Théâtraux Company[88],
- Les voix animées[89],
- Vespiland (protection environnement).

Les associations sportives : 
- L’écurie des Montarines écurie western de compétition,
- Gym Form,
- Danse Tasie-Forcal,
- Le Trail Athlétisme Bessois (TAB).

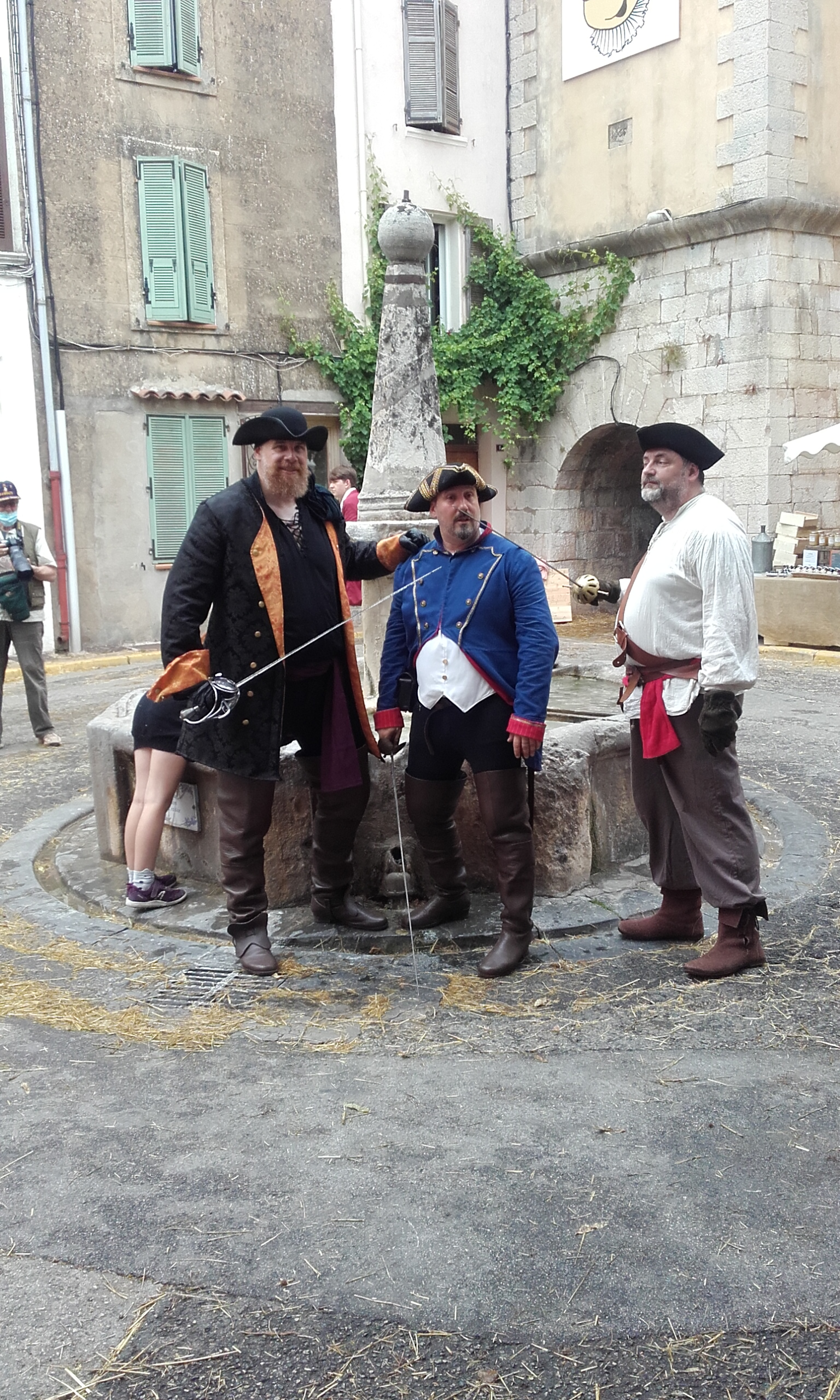
Fête de Gaspard 2021.

Associations diverses :
- « Les Amis de Besse »,
- Le sourire aux pieds.

### Cultes
La paroisse catholique Saint Pierre de Besse-sur-Issole dépend du diocèse de Fréjus-Toulon, doyenné de Brignoles.

## Économie

### Entreprises et commerces

#### Agriculture

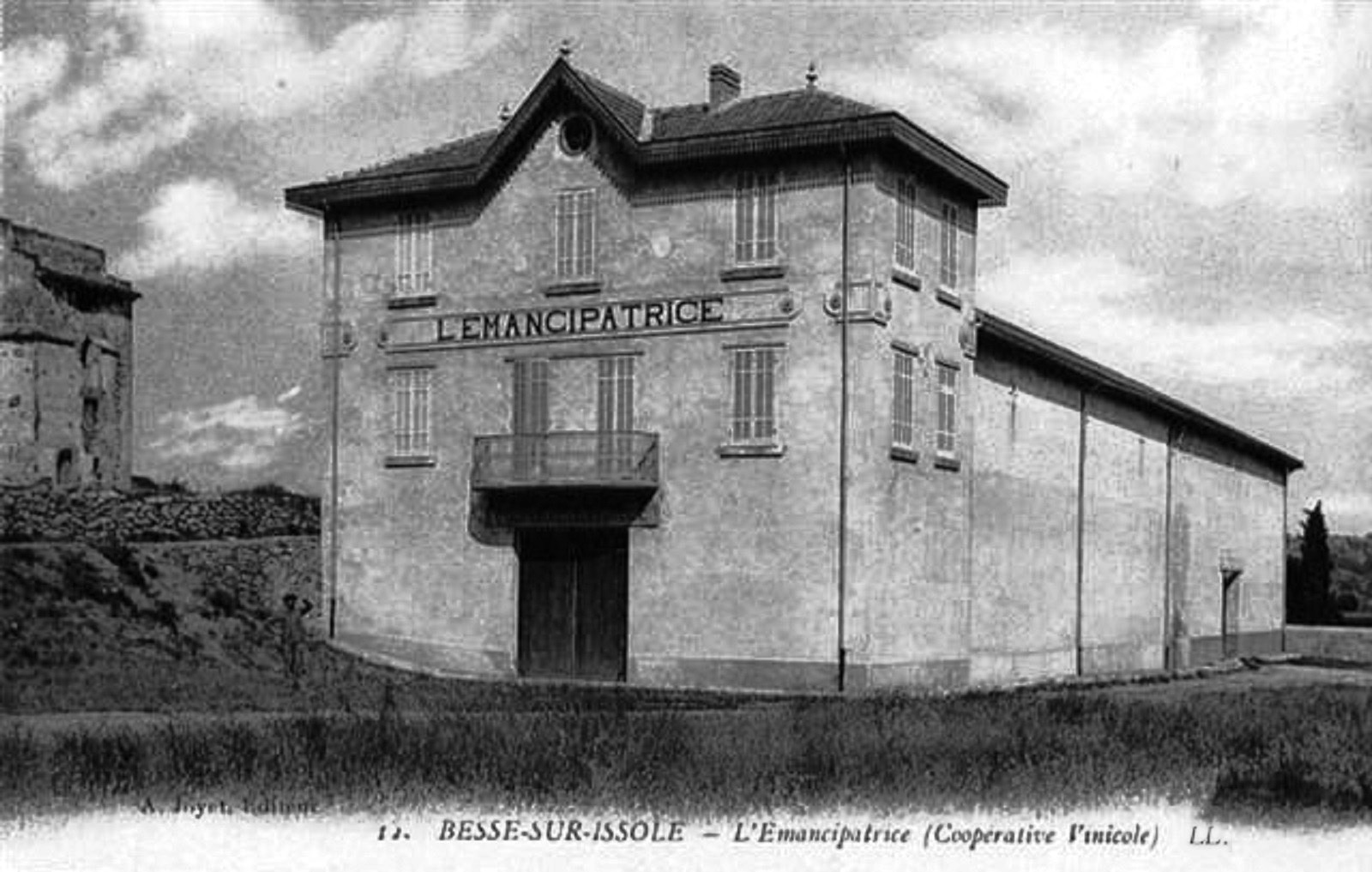
Cave coopérative l'Émancipatrice.

- L'économie rurale et artisanale à travers son patrimoine :
  - Moulin à huile de Coopérateurs[91].
  - Moulin à huile chemin de Blanquefort[92].
  - Coopérative vinicole dite l'Emancipatrice[93], puis le Cellier de Gaspard[94],[95].
  - Fournil, four à pain public, actuellement "Exposition permanente : Gaspard de Besse"[96].
  - Colombier XVIIe siècle (?)[97].

#### Tourisme
- La commune dispose de chambres d'hôtes[98].

#### Commerces et services
- La commune dispose de divers commerces et services de proximité[99].

## Culture locale et patrimoine

### Lieux et monuments

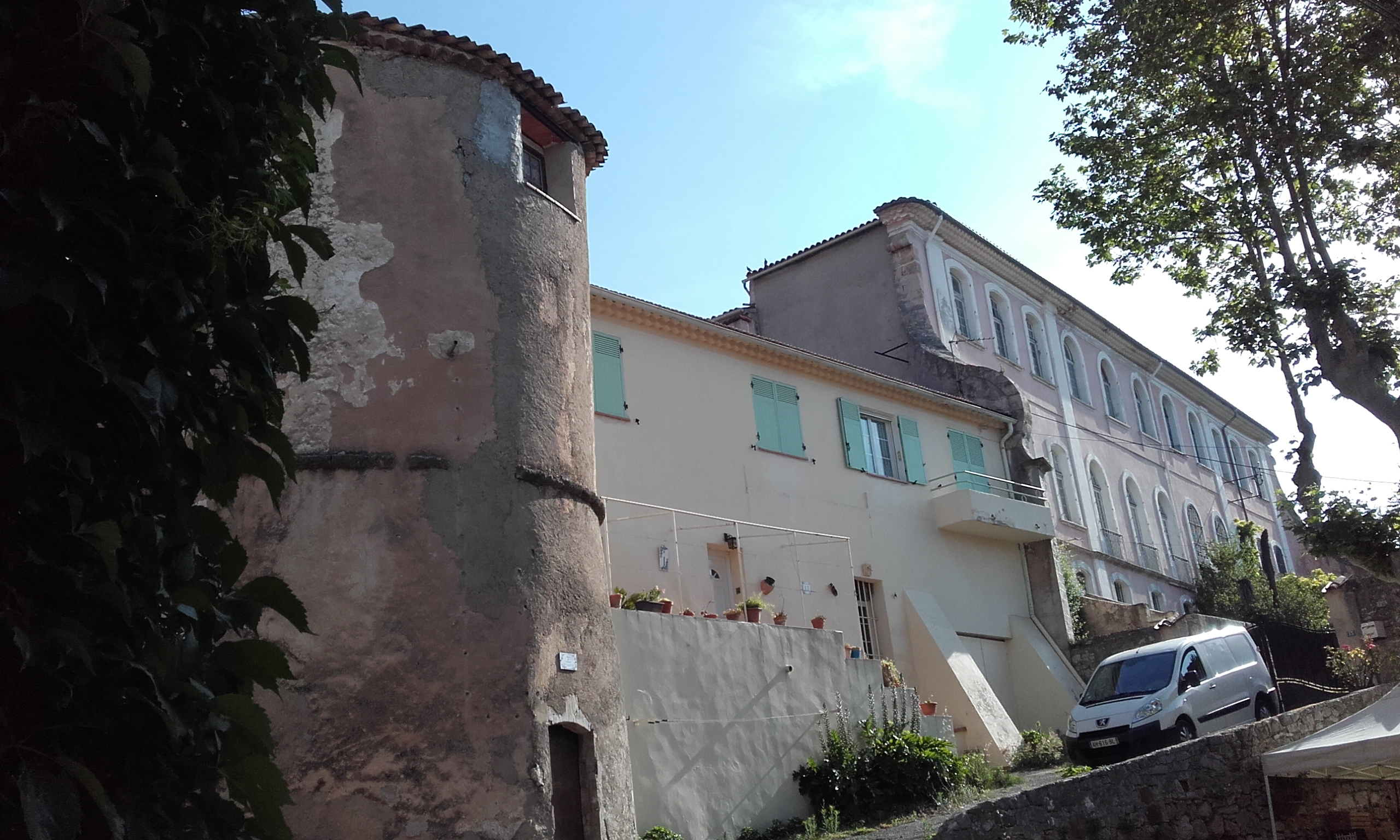
Vestige de tour de défense et le château.
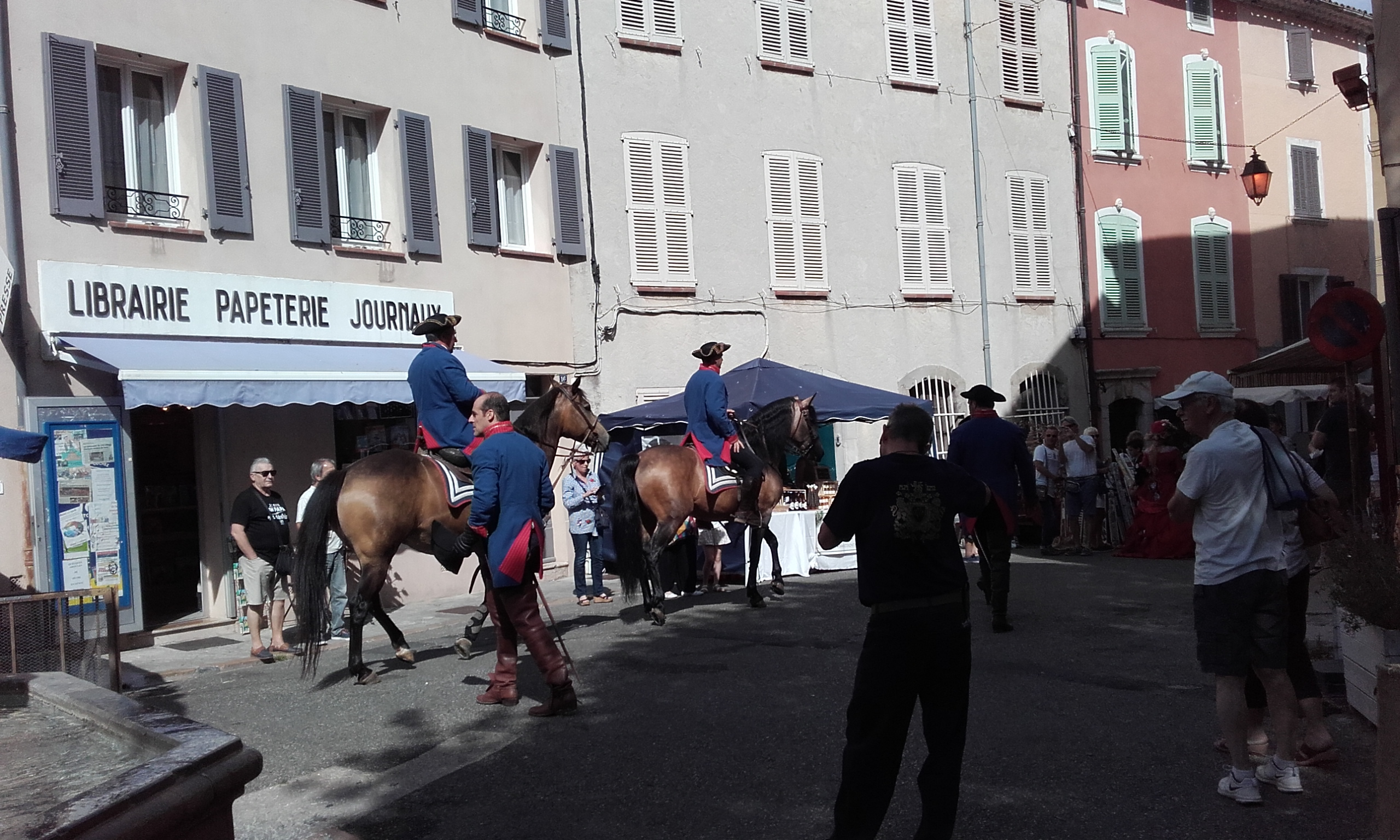
Journée du XVIIIe siècle.
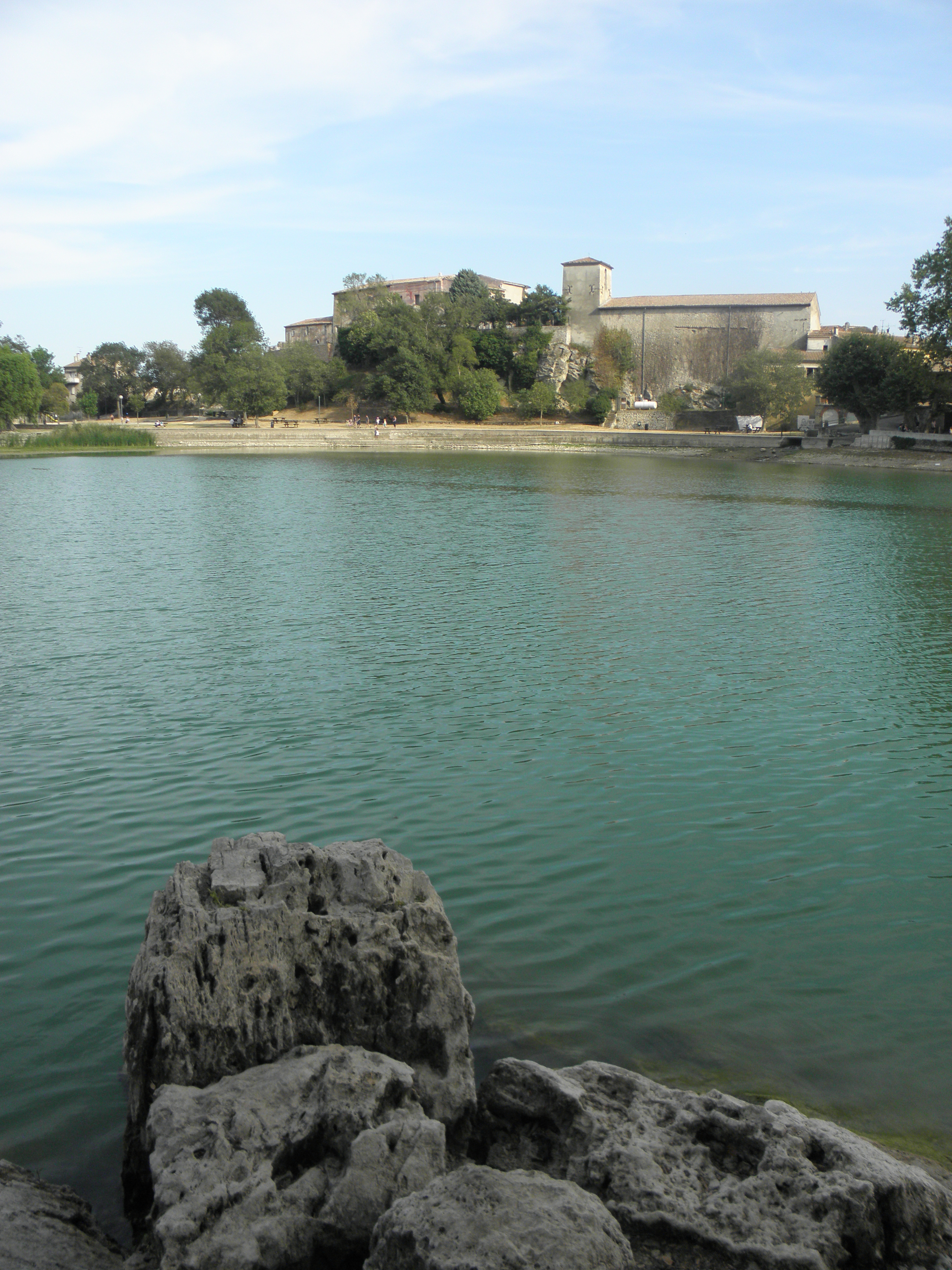
Vue depuis le lac.

L’inventaire du patrimoine architectural et mobilier a été réalisé par le service régional,,,.

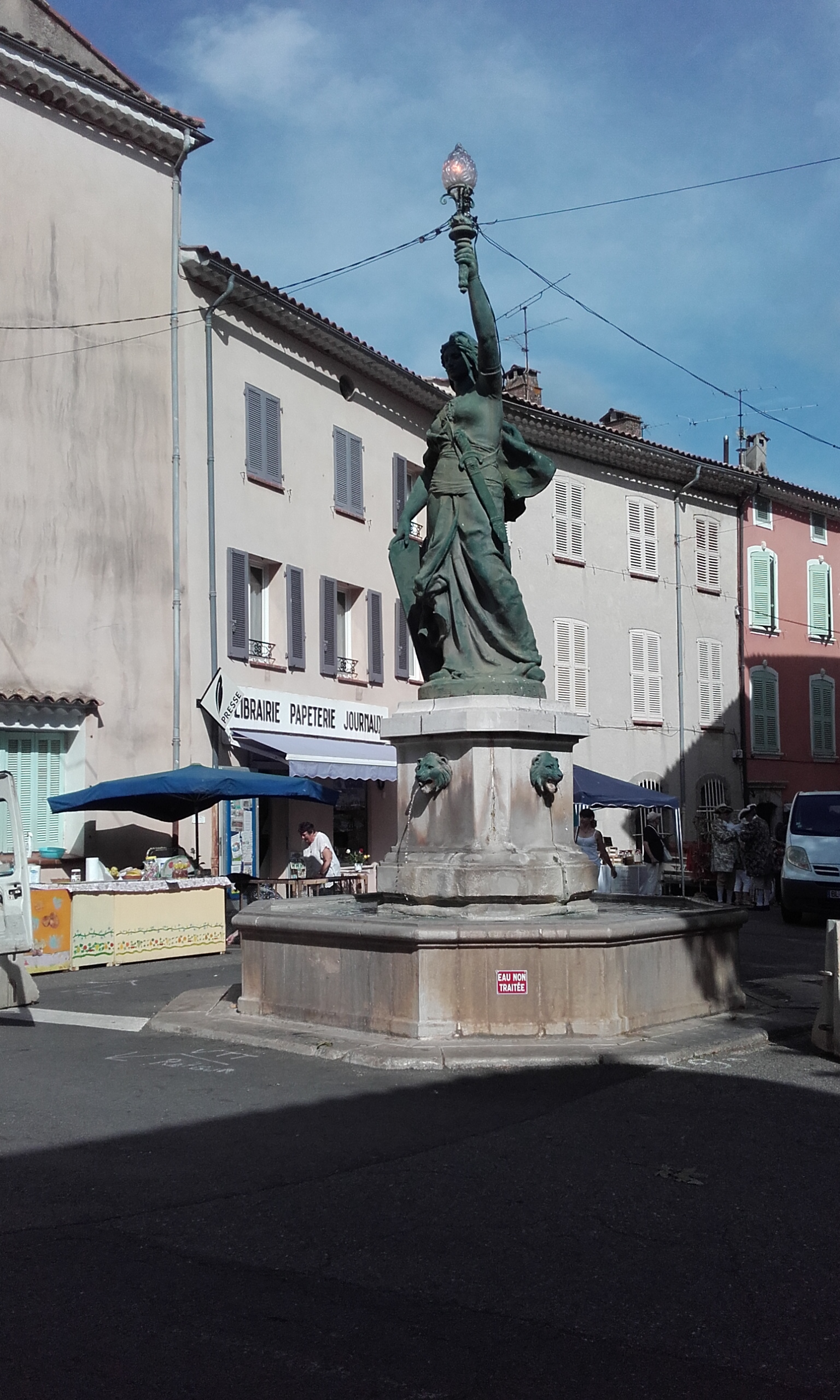
Monument à la mémoire de la république.

#### Les nombreuses fontaines
- fontaine de l'oratoire du XIXe[104].
- Fontaine de l'abreuvoir (rue de l'Abreuvoir)[105].
- Fontaine publique place de la Mairie[106].
- Fontaine rue Jean-Aicard du XIXe[107].
- Fontaine, monument du centenaire de la Révolution française[108],[109].
- Fontaine Saint-Louis-XIXe[110]?
- Fontaine dite lavoir de la Croix-Vieille[111].
- 1re fontaine place Noël-Blache de 1542[112],[113].
- 2e fontaine place Noël-Blache[114].
- Fontaine Saint-Jean[115].

#### Les édifices cultuels
Les églises et édifices religieux] recensés par l'Observatoire du patrimoine religieux:
- Église paroissiale, de 1643, dédiée à saint Pierre[117] et qui a pour patrons sainte Marie-Madeleine et saint Quinis[118],[119],[120]- une statue Notre-Dame du Purgatoire.
- Chapelle Saint-Étienne-des-Prés[121].
- Chapelle Sainte-Croix[122].
- Chapelle Sainte-Agathe, Notre-Dame-d'Abondance[123].
- Chapelle Saint-Pierre[124].
- Trois oratoires dédiés à saint Quinis[125],[126].
- Croix pattée très rare au-dessus de la porte du presbytère.

#### Les lieux de mémoire
- Monument aux morts de la guerre de 1914-1918[127],[128],[129],[130].
- Pont de Besse-sur-Issole du XVIIIe siècle[131].
- Monument à la mémoire de la république[132].

#### Les espaces publics et le patrimoine civil
- Le Jardin public[133].
- Le lac, site classé par arrêté du 29 décembre 1938[134] d'environ quatre hectares et d'une profondeur maximale de dix mètres[135], et ses légendes[136].
- Le château St Dominique[137],[138],[139],[140], a probablement été reconstruit entre 1702, date à laquelle le séminaire[141],[142] de la marine de Toulon est devenu seigneur de Besse, et 1713[143],[144].
- Bourg castral de Blanquefort, restes d'un donjon[145].
- Fortification d'agglomération[146].
- Campanile classé du XVIIIe siècle basé sur la théorie de Nicolas Copernic et classé dans les campaniles astronomiques (rare campanile cosmologique représentant le système solaire). Le beffroi porte les dates 1655 et 1834 pour la façade sud[147],[148],[149].
- Grotte de Gaspard de Besse[150] (abri fortifié de Saint-Quinis[151]).

### Personnalités liées à la commune
- Gaspard Bouis, dit « Gaspard de Besse » (1757-1781)[152],[153]. Bandit de grand-chemin ayant vécu au XVIIIe siècle. D'après la légende, il détroussait les agents du Trésor Royal et les nobles locaux dans le massif des Maures et de la Sainte-Baume pour distribuer son butin aux pauvres.
- Louis Rimbaud (1774 à Besse-1845 à Brignoles), homme politique, député du Var.
- Frédéric Montenard, peintre de la Royale né à Paris en 1849 et décédé à Besse en 1926. Ses toiles ornent d'une façon lumineuse les musées de la marine française. On retrouve quatre superbes toiles dans la chapelle de l'hostellerie à la Sainte-Baume… Il était appelé le peintre ensoleillé du Midi.
- Victor Quintius Thouron (1794-1872), écrivain et traducteur.

## Héraldique
|  | Les armoiries de Besse-sur-Issole se blasonnent ainsi : De gueules à une fasce d'argent chargée du mot BESSE écrit en lettre de sable et accompagnée en chef de deux pommes de pin d'or et en pointe d'un croissant d'argent. |